# Los frutos prohibidos del paraíso
Los frutos prohibidos del Paraíso (en checo, Ovoce stromů rajských jíme) es una película dramática checoslovaca de 1970 dirigida por Věra Chytilová, escrita por Chytilová y Ester Krumbachová, con dirección de arte de Jaroslav Kučera, y protagonizada por Jitka Novákova, Karel Novak y Jan Schmid.El filme es una relectura del Génesis que se transforma en un retrato alegórico sobre la pérdida de inocencia. Parte de la nueva ola checoslovaca, se estrenó en el Festival de Cannes y ganó el premio especial del jurado en el Festival Internacional de Cine de Chicago en 1970. Fue la última película de Chytilová antes de ser vetada por el gobierno checoslovaco tras la invasión de la Unión Soviética. 

## Argumento
Una pareja, Eva y Josef, pasan sus vacaciones en un spa. Tras comer fruta prohibida, Eva se obsesiona con encontrar a un peligroso asesino.

## Contexto y temática
En el contexto de la situación política y social de Checoslovaquia, el guion de Krumbachová tuvo que ser modificado varias veces, partiendo de tanto la historia bíblica de Adán y Eva como de un crimen real. La producción inició en 1968 con el apoyo de Elisabeth Films Bruxelles, y gracias a ello Chytilová tuvo mayor autonomía creativa.
En su libro sobre la Nueva Ola Checoslovaca, Peter Hames planteó que Los frutos del paraíso requiere de un mayor compromiso por parte de la audiencia para construir su significado, y resaltó que su naturaleza experimental explora asociaciones poco convencionales e imposibles.  Asimismo, resalta que la película puede ser interpretada como la desilusión provocada al encontrar la verdad. 

## Reparto
- Jitka Nováková - Eva
- Karel Novak - Josef
- Jan Schmid - Robert
- Julius Albert - Hombre viejo
- Alice Auspergerová - Tía
- Helena Ruzicková - Mujer pavorreal

## Reconocimientos
| Año  | Festival                                  | Nominación                 | Resultado |
| ---- | ----------------------------------------- | -------------------------- | --------- |
| 1970 | Festival de Cannes                        | Palma de Oro               | Nominada  |
| 1970 | Festival Internacional de Cine de Chicago | Premio Especial del Jurado | Ganadora  |